# ایسا هاچینسن
ویلیام اِیْسا هاچینسن (انگلیسی: William Asa Hutchinson؛ زادهٔ ۳ دسامبر ۱۹۵۰) یک سیاست‌مدار اهل ایالات متحده آمریکا است. هاچینسن با پیروزی در انتخابات نوامبر ۲۰۱۴ به عنوان فرماندار آرکانزاس انتخاب شد.